# Lijst van Vlaamse ministers van Dierenwelzijn
Dit is een lijst van ministers van Dierenwelzijn in de Vlaamse regering. 

## Lijst
| Nr. | Minister | Minister         | Partij | Partij | Begin        | Einde | Regering(en)                           |
| --- | -------- | ---------------- | ------ | ------ | ------------ | ----- | -------------------------------------- |
| 1   |          | Ben Weyts (1970) |        | N-VA   | 25 juli 2014 | heden | Bourgeois, Homans, Jambon, Diependaele |